# Aphrophora ambigua
Aphrophora ambigua är en insektsart som beskrevs av Jacobi 1944. Aphrophora ambigua ingår i släktet Aphrophora och familjen spottstritar. Inga underarter finns listade i Catalogue of Life.